# Miño (gmina)
Miño – gmina w Hiszpanii, w prowincji A Coruña, w Galicji, o powierzchni 32,97 km². W 2011 roku gmina liczyła 5739 mieszkańców.